# ヘルステル
ヘルステル (ドイツ語: Hörstel,  Media:De-Hörstel.ogg)は、ドイツ連邦共和国ノルトライン＝ヴェストファーレン州ミュンスター行政管区のシュタインフルト郡に属す小都市である。本市はトイトブルクの森の最も北西に突き出した支脈に位置しており、その市域はテックレンブルガー・ラントに含まれる。本市は1975年1月1日にそれまで独立していた町村ヘルステル、リーゼンベック、ドライアーヴァルデと、ベーヴァーゲルン市が合併して成立した。

## 地理

### 位置
ヘルステルは、トイトブルクの森の最も外側の北西端にあたるフックベルクの麓に位置している。最寄りの大きな街は、西のライネと東のイベンビューレンがある。ヘルステラー・アー川が本市を二つに分けて流れている。ヘルステルの南約 2 km の場所に、ドルトムント＝エムス運河からミッテルラント運河が分岐する「ナッセス・ドライエック」がある。

### 隣接する市町村
ヘルステルの市域は、全部で7市町村と境を接している。イベンビューレンおよびホプステンはテックレンブルガー・ラント、ライネ、エムスデッテン、ザーベックはミュンスターラントに属す。ニーダーザクセン州のエムスラントに属すシュペレおよびシャーペンとも境を接している。

### 市の構成
| ヘルステル市には以下の市区がある: - ベーヴァーゲルン（都市権をもたらした。） - ヘルステル（市名の由来となった。市の行政機関の一部が存在する。） - ドライアーヴァルデ - リーゼンベック（市の行政機関所在地） 集落 - ビルクテ - グラーヴェンホルスト - オステンヴァルデ は行政上の地区ではなく、市区に含まれる集落として扱われている。 |

## 歴史
現在のヘルステル市は、1975年1月1日にそれまでのベーヴァーゲルン市がドライアーヴァルデ、ヘルステル、リーゼンベックと合併して成立した。かつてのライネ・レヒツ・デア・エムスの 3.00 km2、当時の人口 212人の土地がこれに加えられた。都市権は、ベーヴァーゲルンからもたらされた。これは1366年7月25日の文書によってテックレンブルク伯ニコラウスとその息子であるオットーによって授けられたものである。

## 行政

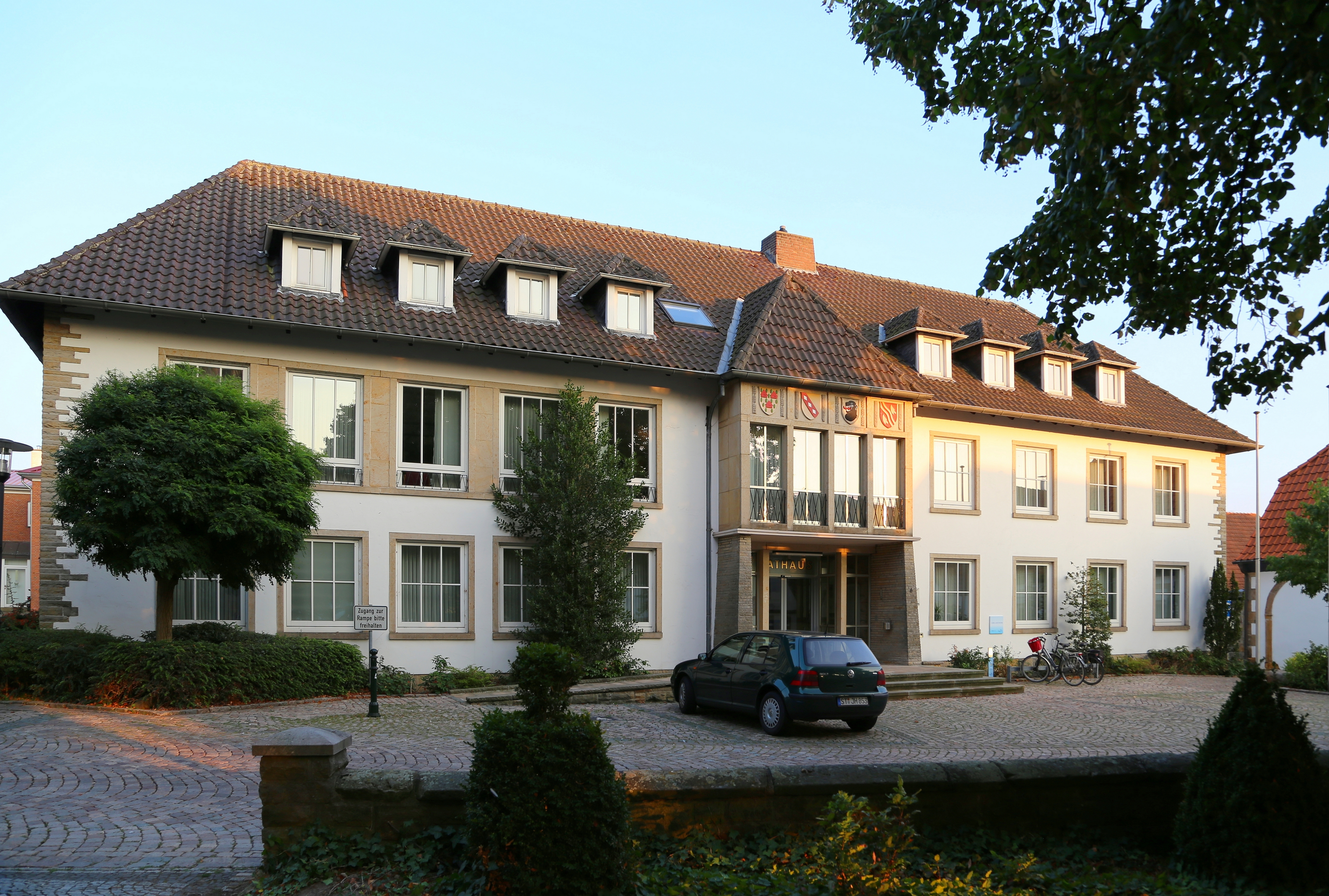
リーゼンベック地区にあるヘルステルの市役所

### 議会
ヘルステルの市議会は、34議席で構成されている。

### 首長
ヘルステルの市長は、2015年に選出されたダーフィト・オストホルトホフ (SPD) である。第一代理市長はイングリート・ボッセ (SPD) とアンゲーリカ・ヴォルニー (CDU) である。
本市成立後の市長を以下に列記する。
- 1975年 - 1979年　エルンスト＝アウグスト・バイヤー (CDU)
- 1979年 - 1989年　カール・グリューター (CDU)
- 1989年 - 1999年　ヨーゼフ・プルンペ (CDU)
- 1999年 - 2000年　ベルンハルト・ラーメ (CDU)
- 2000年 - 2015年　ハインツ・ヒュッペ (CDU)

### 紋章
紋章は上下二分割され、上部はさらに左右二分割されている。向かって左上は赤地に金色（黄色）のオークの葉で、旧ドライアーヴァルデの紋章に由来する。向かって右上は金地（黄色地）に、旧リーゼンベックの紋章に由来する赤いシャベルが描かれている。下部は、金地（黄色地）で、右（向かって左）を向いて、赤い舌を出した黒いビーバーの頭部。これは旧ベーヴェルゲルン市の紋章に由来する。金色（黄色）の背景は、旧ヘルステルを表している。

### 姉妹都市
ヘルステルは以下の街と姉妹都市関係にある:
- ダルフセン（オランダ、オーファーアイセル州）
- ウォルタム・アベイ（英語版）（イギリス、エセックス）
- モレタイ（リトアニア、ウテナ郡）

ヘルステルは、ザクセン州のルンツェナウと友好都市関係にある。

## 文化と見所

### 建築

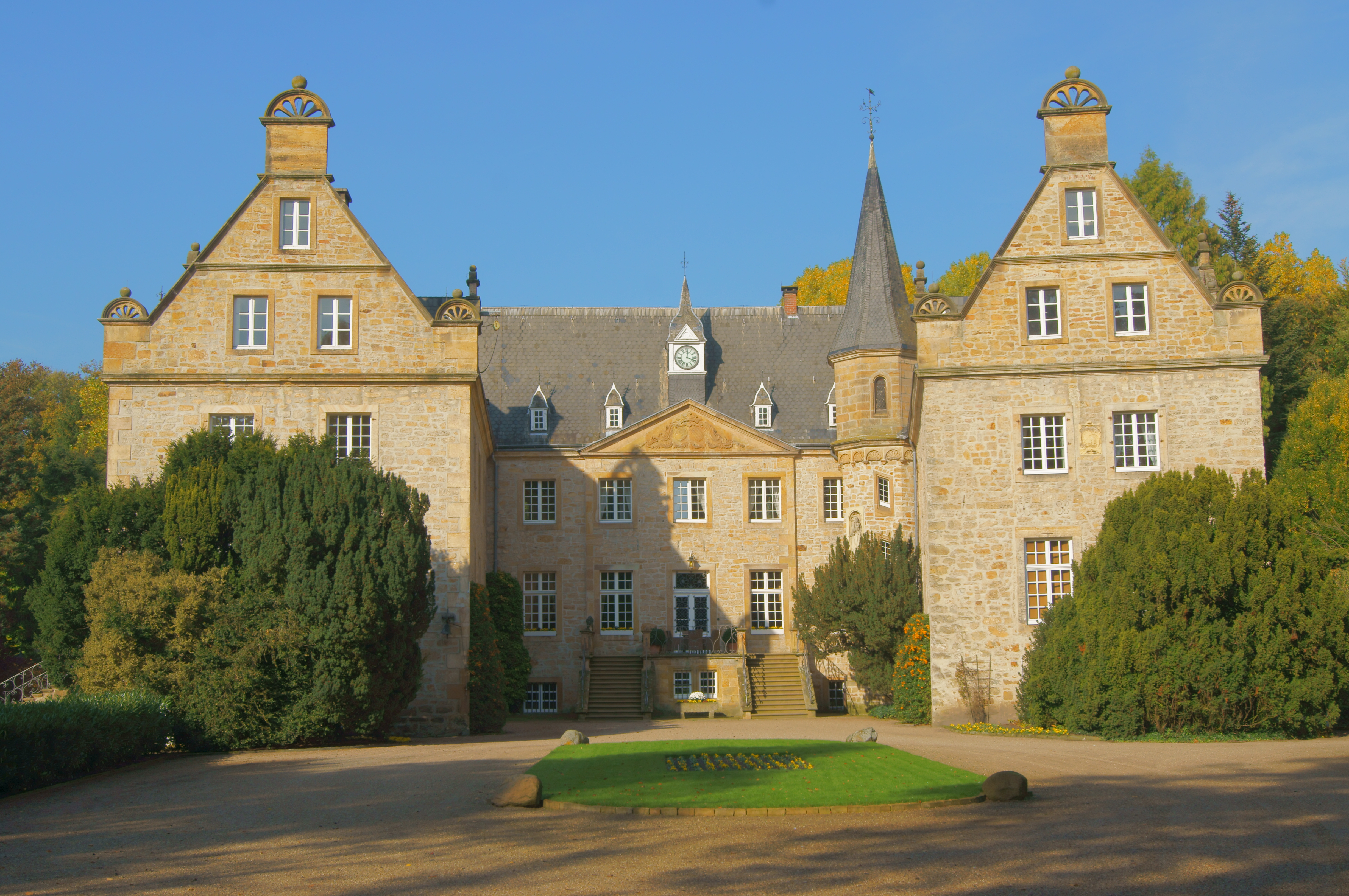
ズーレンブルク城

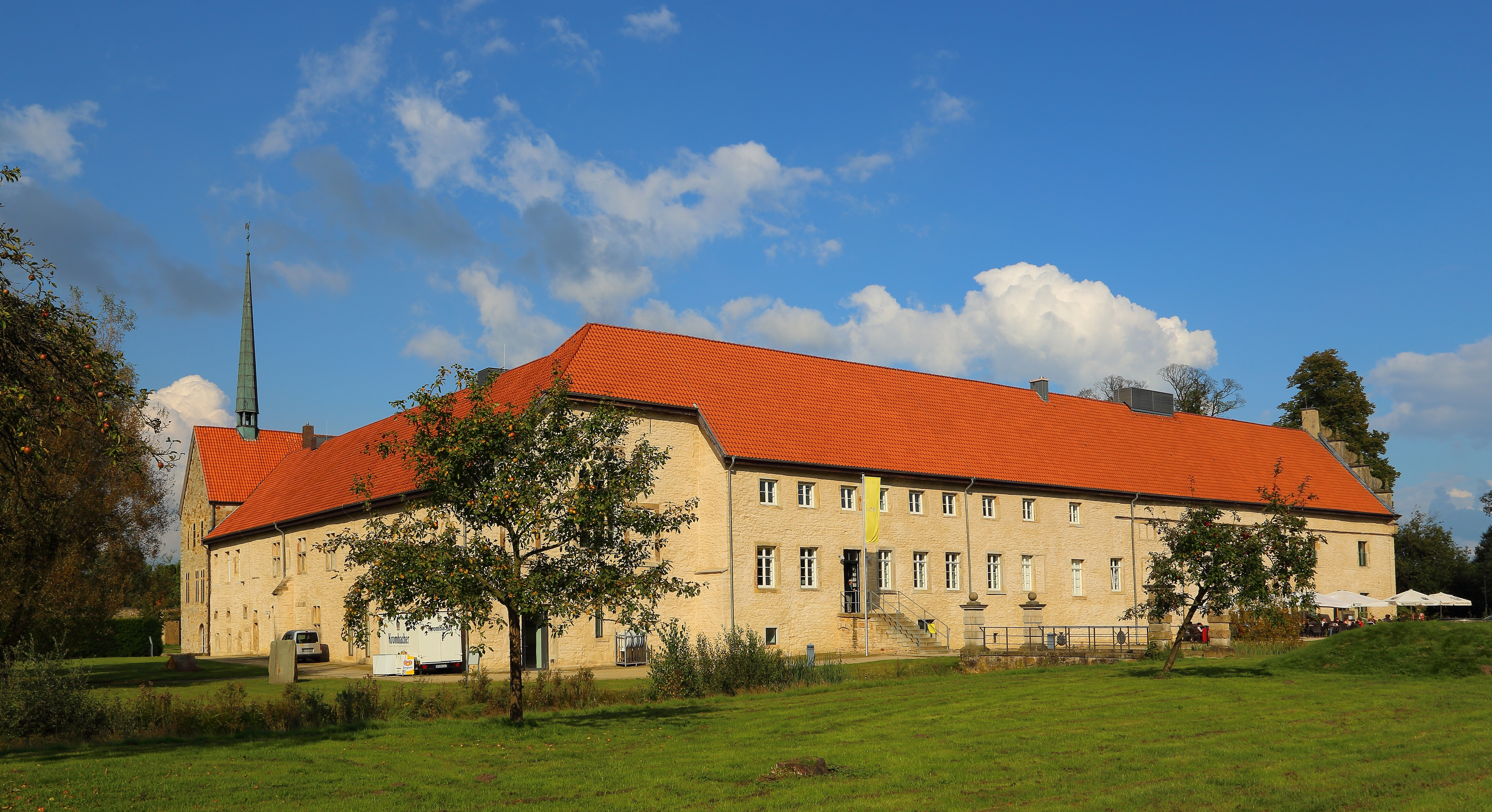
グラーヴェンホルスト修道院

リーゼンベック市区の水城ズーレンブルク城とその歴史は、15世紀にまで遡る。この城は、テックレンブルク伯領がミュンスター司教領に征服された後、おそらくミュンスター司教によって1400年に建造された。最初の文献記録は1474年でランゲン家の居城として記述されている。18世紀に現在の姿に改築された。ズーレンブルク城はテックレンブルクガー・ラントで最も重要な水城である。
グラーヴェンホルスト修道院は、テックレンブルクのミニステリアーレであったコンラート・フォン・ブロホターベックによって1256年に創設された。創設後50年の間にグラーヴェンホルストは主にテックレンブルク伯およびそのミニステリアーレの所領となっていった。所有関係については、以前の所有者の多くが伯の緊密な従者であった点が特徴的である。修道院の所領の多くはテックレンブルガー・ラントの南西部にあった。旧修道院は2004年に完全に修復され、現在は美術館として利用されている。グラーヴェンホルストは、レーデンおよびシャーレとともに、13世紀にテックレンブルガー・ラントに設立された3つのシトー会女子修道院の1つであった。

### 戦没者墓地
以下の墓地に戦没者の墓がある:

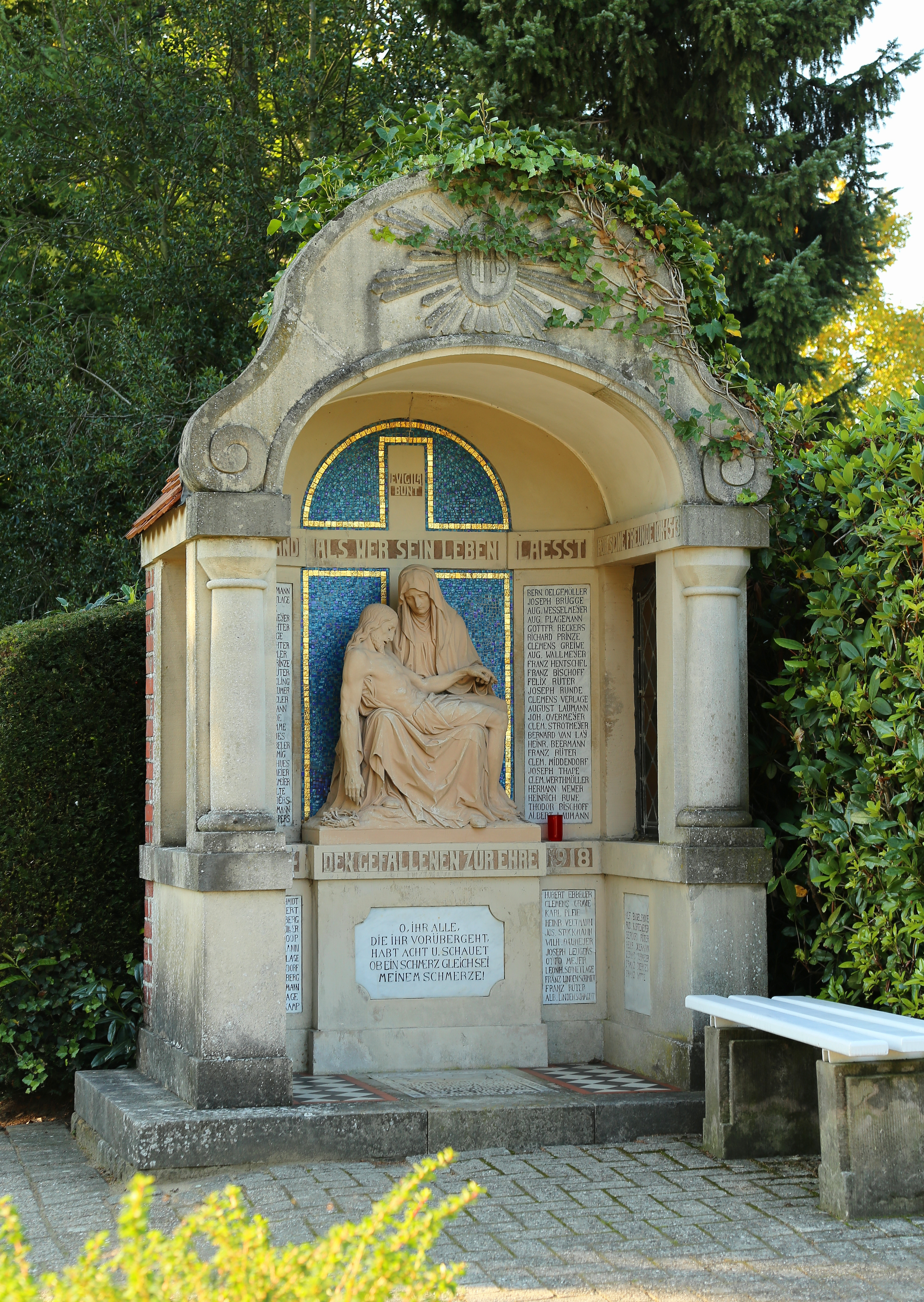
リーゼンベック・カトリック墓地の戦没者記念廟

- リーゼンベック＝ビルクテ / ブルムライタール栄誉墓地（42人）
- ヘルステル / 旧カトリック墓地（1人）
- ベーヴァーゲルン / カトリック墓地（3人）
- ドライアーヴァルデ / カトリック墓地（69人）
- ヘルステル＝グラーヴェンホルスト / カトリック墓地（6人）
- リーゼンベック / カトリック墓地（23人）
- ヘルステル＝ハルケンベルク / 福音主義墓地（9人）

### 丘陵地と遊歩道

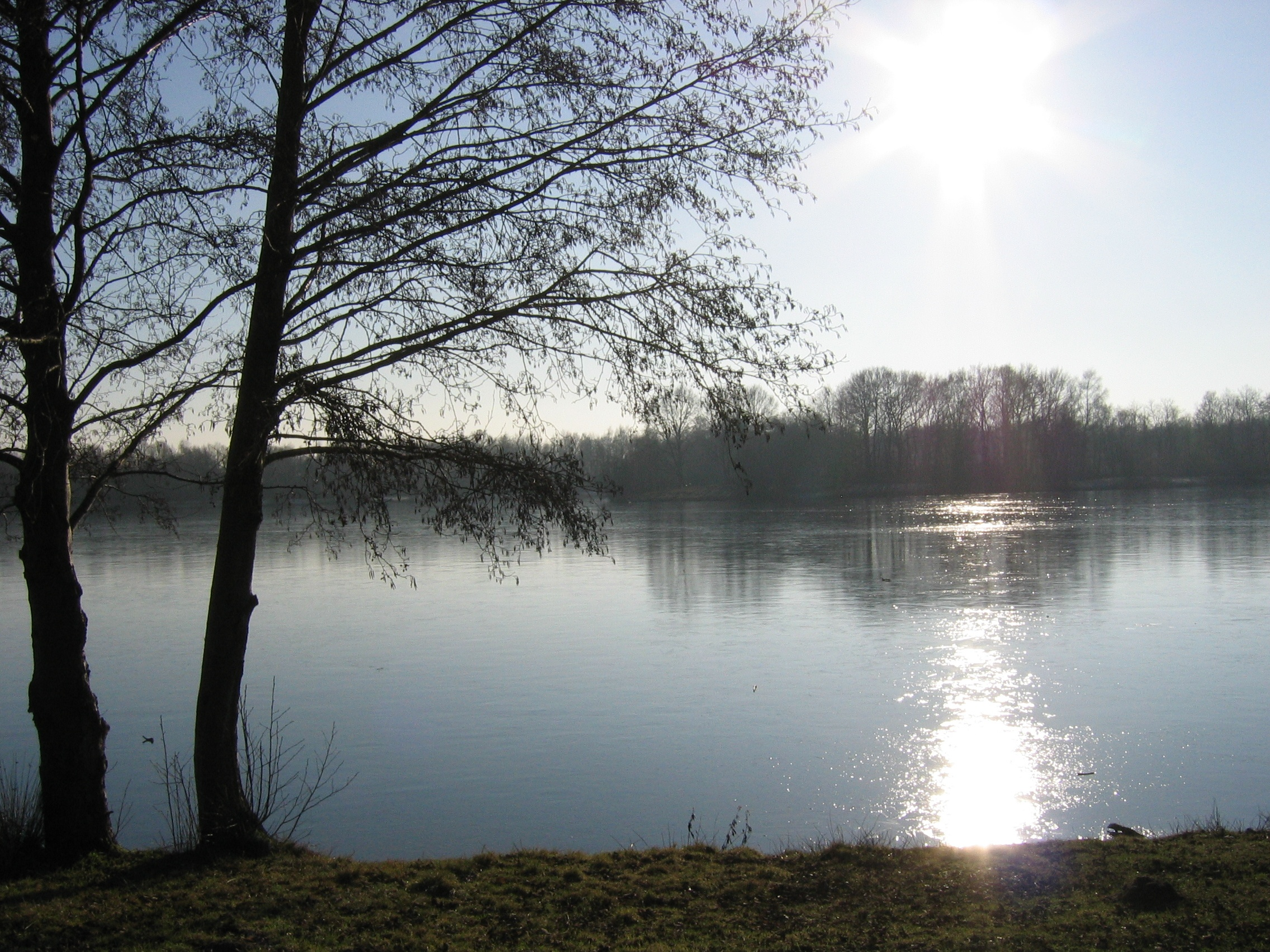
トルフモールゼー

トイトブルクの森でアルミニウスの足跡をたどる遊歩道ヘルマンスヴェークはベーヴァーゲルンおよびリーゼンベックを通っている。ヘルステル周辺には数多くの森の遊歩道がある。近郊には保養地のトルフモールゼー（湖）がある。

### 自転車道と遊歩道
- 100城ルート - ミュンスターラントとテックレンブルガー・ラントを通る全長約 960 km の自転車道
- エムス＝ハイデ＝ヴァイデ＝ツアー - エムス川両岸のレジャー地区を通る自転車道
- ヘルマンスヴェーク - ライネを起点とし、ヘルマン記念碑沿いを通る遊歩道

### スポーツ
ズーレンブルク周辺の土地は、馬車レースのメッカとされており、国内外のチャンピオン大会がここで開催される。
トルフモールゼー(湖）沿いには、ウォータースポーツ・クラブがいくつかある。ゼーゲルゲマインシャフト・ヘルステル 1978 e.V. は、この湖をヨットやウィンドサーフィンに利用している。アンゲルシュポルトフェライン・ベーヴァーゲルン 1968 e.V. （ベーヴァーゲルン・スポーツフィッシング・クラブ）はここにある。DLRG（ドイツ人命救助協会）はここに自前のステーションを有している。
リーゼベックには公共の室内プールがある。トルフモールゼーは水浴場として開放されている。

## 経済と社会資本

### 交通

#### 鉄道

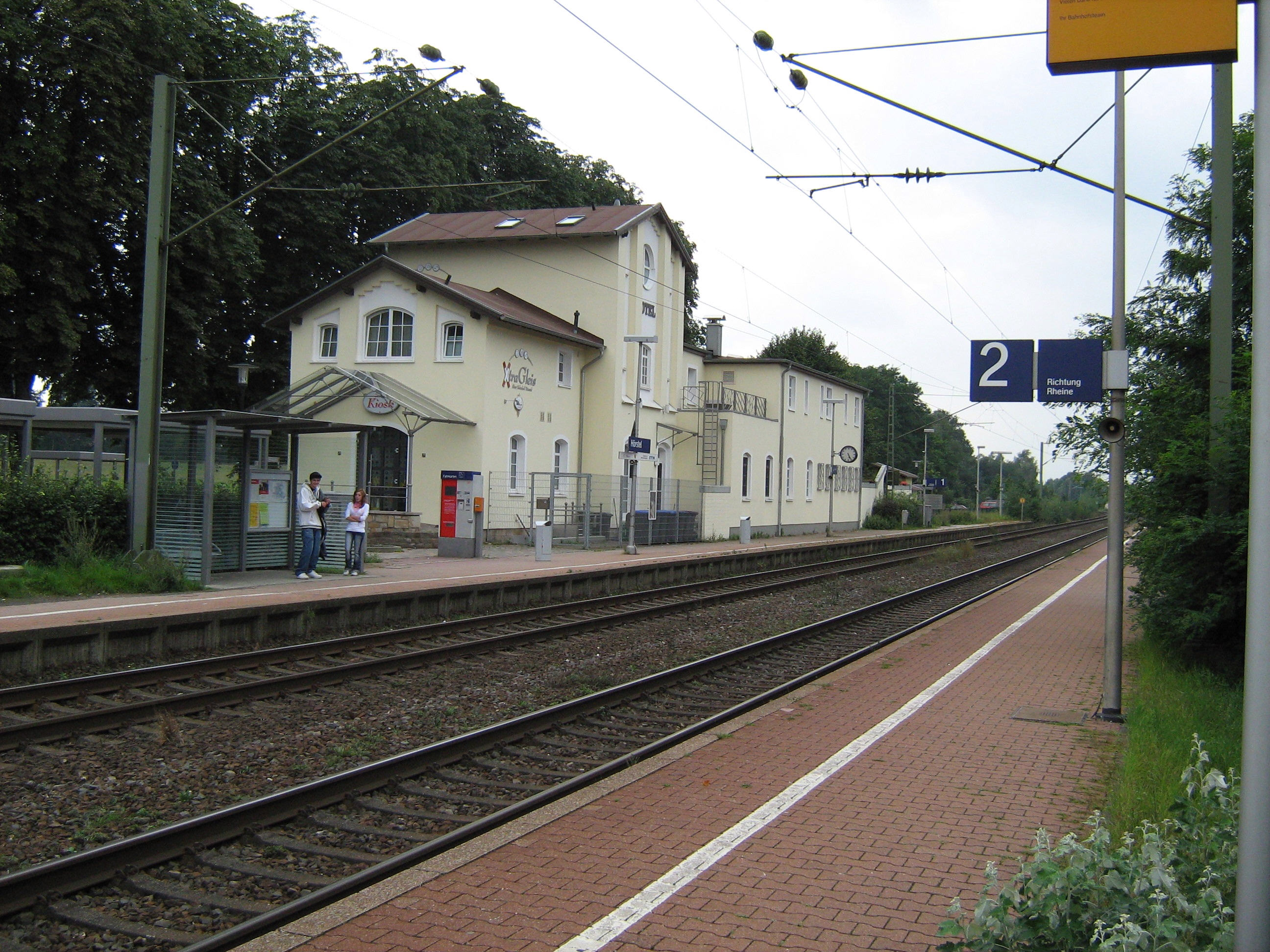
ヘルステル駅

ヘルステル駅は、鉄道レーネ - ライネ線の駅である。ここでは以下の近郊型列車が利用できる:
- RE 60「エムス＝ライネ＝エクスプレス」ライネ - オスナブリュック - ミンデン - ハノーファー - ブラウンシュヴァイク（2時間間隔）
- RB 61「ヴィーエンゲビルクス＝バーン」バート・ベントハイム（ドイツ語版、英語版） - ライネ - オスナブリュック - ヘルフォルト - ビーレフェルト（1時間間隔）

貨物交通の駅は、市域の北端に、テックレンブルガー北鉄道のヘルステル＝オステンヴァルデ駅とウトフーゼン駅がある。

#### バス
公共道路交通では、月曜日から土曜日まで、1時間間隔にタクシーバス T60号線が、ヘルステル、リーゼンベック、ベーヴァーゲルンの各市区を互いに結んでいる。地方バス 190号線は、ドライアーヴァルデ市区と、広域交通への最寄りの接続地であるホプステンおよびライネとを結んでいる。バス路線 R93号線と R63号線は、ベーヴァーゲルン市区とライネおよびイベンビューレンとを1時間間隔で結んでいる。
公共近郊旅客交通では、ヴェストファーレン料金（ミュンスター交通共同体）、NRW-料金およびニーダーザクセン料金（RB61号線のヘルフォルトまで有効のニーダーザクセンチケット）が適用される。

#### 道路
ヘルステルは、連邦アウトバーン A30号線沿いに位置している。ヘルステル市の中心部近くに同名のヘルステル・インターチェンジがある。
2010年の連邦アウトバーン A30号線のヘルステル・インターチェンジとライネ運河港インターチェンジとの間の1日の平均交通量は、トラック 10,057台、乗用車 27,320台であった。

#### 航空
ヘルステルのドライアーヴァルデには旧軍事飛行場があり、現在はクローネ社がトラック駐車場として利用している。最寄りの民間飛行場（地方交通飛行場）はライネにある。国際空港では、20 km 離れたミュンスター/オスナブリュック空港が便利である。

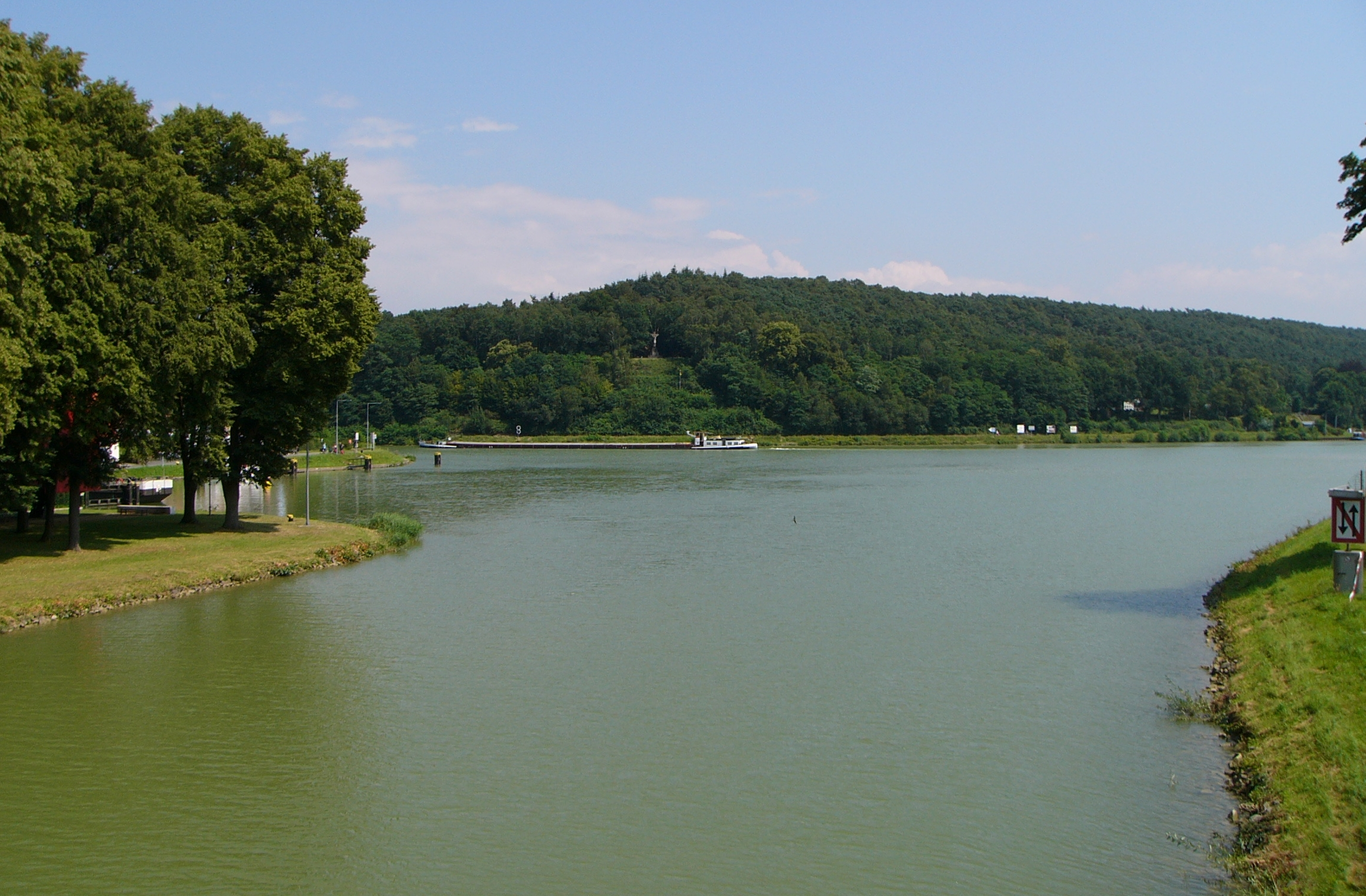
ナッセス・ドライエック。手前から右に向かうのがドルトムント＝エムス運河、左に分岐するのがミッテルラント運河。船はミュンスター方面からドルトムント＝エムス運河を航行し、ミッテルラント運河に入ろうとしている。

#### 船舶
ヘルステルは、ミッテルラント運河 (MLK) およびドルトムント＝エムス運河 (DEK) に直接面している。
両運河は、リーゼンベック＝ベルゲスヘフェデの「ナッセス・ドライエック」と呼ばれる場所で合流している。「ナッセス・ドライエック」は、ドルトムント＝エムス運河から、トイトブルクの森を横断するミッテルラント運河が分岐する、水路の三叉路である。

### メディア
- イベンビューレナー・フォルクスツァイトゥング
- ミュンスターレンディシェ・フォルクスツァイトゥング
- WDR、スタジオ・ミュンスター
- ラジオ RST、104.0 MHz
- www.mazzTV.de
- ヘルステラー・シュタットマガツィーン
- ヴィーア・イン
- イベンビューレナー・アンツァイガー
- ウンザー・ヴォーヒェンエンデ

## 人物

### 出身者
- ゲオルク・ヘルメス（ドイツ語版、英語版）（1775年 - 1831年）カトリック神学者、哲学者
- ヴィクトール・ルッツェ（1890年 - 1943年）ナチ時代の軍人、突撃隊幕僚長
- カール＝ヨーゼフ・ラウマン（1957年 - ）政治家、ノルトライン＝ヴェストファーレン州労働、健康、社会福祉大臣
- ペーター・ニーマイヤー（1983年 - ）サッカー選手

### ゆかりの人物
- ルートガー・ベールバウム（ドイツ語版、英語版）（1963年 - ）馬術競技選手、オリンピック金メダリスト。リーゼンベックに住み、練習を行っている。
- マルコ・クッチャー（ドイツ語版、英語版）（1975年 - ）馬術競技選手、オリンピック銅メダリスト。リーゼンベックに住み、練習を行っている。

## 関連図書
- Franz-Josef Wissing et al., ed (1987). Hörstel – gestern und heute – oder wie aus einer Bauerschaft eine Stadt wurde. Das Heimatbuch der Ortschaft Hörstel bis zur Stadtwerdung. Hörstel: F.-J. Wissing
- 25 Jahre Stadt Hörstel. 1975–2000. Hörstel: Stadt Hörstel / A. Schöwe. (2000). ISBN 978-3-89714-777-5
- Riesenbeck. Aus Vergangenheit und Gegenwart eines münsterländischen Dorfes. Riesenbeck. (1962)
- Bevergern. Geschichte und Geschichten um eine alte Stadt. Bevergern: Stadtverwaltung Bevergern. (1966)
- Dreierwalde wie es war und wurde. Dreierwalde. (1971)
- Reinhard Niehoff; Klaus H. Peters; Georg Pistorius (1992). Hörstel. Fotografische Impressionen. Bevergern, Dreierwalde, Hörstel, Riesenbeck. Hörstel-Riesenbeck: Lammert
- Ottilie Baranowski; Walter Kinast (1989). Päörtkes, Püttkes, Pädtkes: Tore, Brunnen, Wege. Bevergern. Ibbenbüren: Ibbenbürener Vereinsdruckerei. ISBN 978-3-921290-39-2
- Hein Schlüter (1995). Pättkerii düör Hüössel. Gesammelte Texte aus der Ibbenbürener Volkszeitung über das Leben im Dorf Hörstel in der Zeit von 1931 bis 1991. Ibbenbürener Vereinsdruckerei. ISBN 978-3-921290-82-8

これらの文献は、翻訳元であるドイツ語版の参考文献として挙げられていたものであり、日本語版作成に際し直接参照してはおりません。